# Limbo (teología)

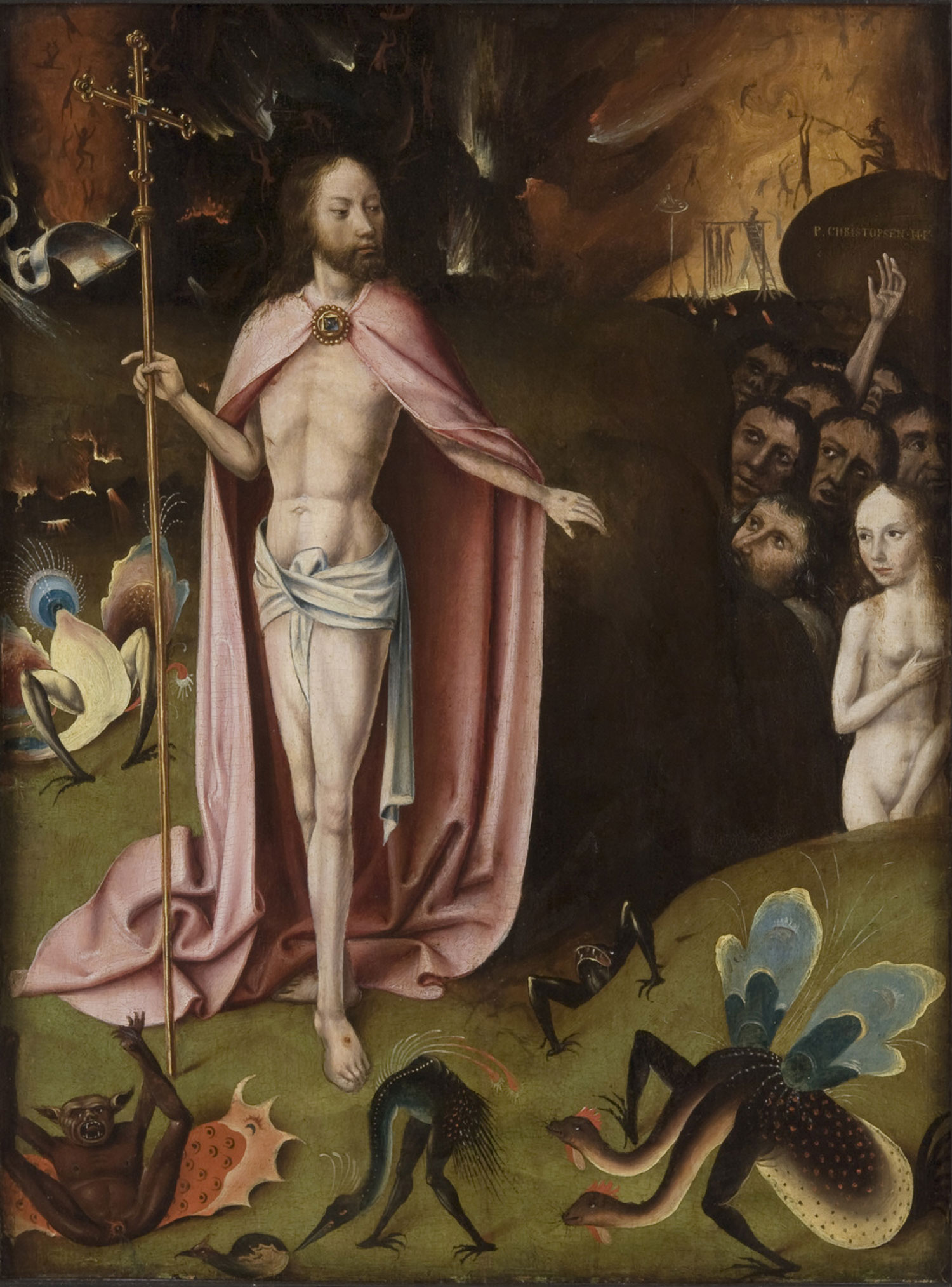
Cristo en el limbo.

En la teología católica, el limbo se refiere a un estado o lugar temporal de las almas de personas creyentes en el cristianismo que, pasada su vida física, murieron tiempo antes de la resurrección de Jesús (limbo de los patriarcas), y un estado o lugar permanente de los no bautizados que mueren a corta edad sin haber cometido ningún pecado personal, pero sin haberse visto librados del pecado original, mácula que solo puede ser eliminada a través del bautismo, en cualquiera de sus formas (limbo de los niños). Teóricamente, al menos según algunas interpretaciones, y a pesar de su nombre, también irían a este aquellos adultos que, no habiendo cometido pecado personal alguno, no hubieran tenido la oportunidad de conocer la doctrina cristiana ni ser bautizados; aunque el estado de concupiscencia provocado por el pecado original haría muy remota la posibilidad de que un caso así haya llegado a darse.

## Posición doctrinal dentro del cristianismo
El significado de «limbo» es 'borde' u 'orla' y penetró en el lenguaje cuando se quiso indicar que los niños muertos sin pecados personales van a residir en la región fronteriza del infierno, en una especie de nivel superior, donde no les alcanzaría el fuego. Aunque popularmente se entiende como un sitio «al que las almas van», desde el punto de vista teológico el concepto nunca estuvo completamente definido; era lo que en teología se conoce como teologúmeno.

### Pensamiento de los padres de la Iglesia (siglos III-VId.C.)
Históricamente, el limbo parece ser que nació con la teoría pelagiana de la infravaloración del pecado original y la afirmación de un optimismo salvífico exagerado. Esto llevó a pensar que Dios no habría excluido de la bienaventuranza a los niños muertos sin el bautismo.
A falta de datos escriturísticos acerca del tema, se tiende a recurrir al pensamiento de los padres de la Iglesia para comprender la posición de la Iglesia cristiana primitiva acerca del tema en ese momento, algunos de ellos, como San Gregorio Nacianceno (PG 36,385-390) y San Agustín de Hipona (PL 40,275), consideraban el limbo como una respuesta «piadosa» para evitar a estos inocentes las penas del infierno. Refiriéndose al mismo como «Un lugar-estado de aquellos que, habiendo muerto antes de llegar al uso de razón y sin bautismo, y por tanto con pecado original pero solo con él, son privados de la visión de Dios, que es don gratuito y personal, aunque no sean castigados con penas aflictivas, sino que pueden gozar de una felicidad natural».
El Concilio de Cartago (418) pone a los niños sin bautismo y con solo el pecado original en una situación de condenación (DS 224). A continuación, la tradición teológica distinguirá entre los que están privados de la gracia de la salvación por causa del pecado original y los que se han alejado de ella culpablemente.

### Perspectiva de la Iglesia católica

#### «Respuesta piadosa» y desapego histórico como doctrina oficial
Ampliamente difundida en el mundo católico, la idea del limbo para los niños llegó a convertirse en una doctrina populi católica bastante común, enseñada como tal a los fieles hasta mediados del siglo XX. Sin embargo, desde el Magisterio de la Iglesia católica no ha pronunciado base doctrinaria oficial alguna sobre tal cuestión, dando a esclarecer que la misma nunca tuvo mención alguna como dogma de fe dentro de la Iglesia (como sí lo es el Purgatorio), porque, de acuerdo con varios teólogos y eruditos, esta creencia había sido elaborada durante siglos a partir de una serie de verdades fundamentales de la Piedad popular católica en diversas regiones, pero con conclusiones que no parecían suficientemente explícitas dentro de la Revelación cristiana ni en la Tradición apostólica desde los primeros siglos como tal.

#### Posición «teológica» del Magisterio
El Magisterio como tal nunca se ha pronunciado sobre el limbo, sino que ha afirmado solamente, con Pío VI (1559 a 1565) (DS 2626), que tal postura no puede ser considerado exclusivamente como una simple fábula pelagiana. La teología contemporánea no ha tratado formalmente a fondo este tema tan difícil, limitándose a presentarlo como un dato histórico de la teología.
Sin embargo dentro de la misma se han desarrollado algunos tratados con referencias indirectas hacia el tema:
El primero se refiere a los que mueren en razón del aborto; el papa Juan Pablo II escribe a las madres que han realizado el aborto exhortándoles claramente: «Si aún no lo habéis hecho, abríos con humildad y confianza al arrepentimiento: el Padre de toda misericordia os espera para ofreceros su perdón y su paz en el sacramento de la Reconciliación. Os daréis cuenta de que nada está perdido y podréis pedir perdón también a vuestro hijo que ahora vive en el Señor» (Evangelium vitae, 99).
El segundo proviene del Catecismo de la Iglesia sobre un contenido relacionado hacia el tema: «En cuanto a los niños muertos sin Bautismo, la Iglesia solo puede confiarlos a la misericordia divina, como hace en el rito de las exequias por ellos. En efecto, la gran misericordia de Dios, que quiere que todos los hombres se salven y la ternura de Jesús con los niños, que le hizo decir: Dejad que los niños se acerquen a mí, no se lo impidáis (MC 10, 14), nos permiten confiar en que haya un camino de salvación para los niños que mueren sin Bautismo. Por esto es más apremiante aún la llamada de la Iglesia a no impedir que los niños pequeños vengan a Cristo por el don del santo Bautismo» (Catecismo de la Iglesia Católica, n.º 1261).
En los años 2005 y 2006 el tema fue discutido por la Comisión Teológica Internacional en dos reuniones generales, del cual se constituyó el documento sobre sus consideraciones titulado La esperanza de salvación para los niños que mueren sin bautismo. Posteriormente, el cardenal William Levada, presidente de la Comisión, con el «consentimiento» del papa Benedicto XVI aprobó la publicación del texto. En el mismo se aclara que dicha misiva no pretende ser considerada en todas sus partes como un acto del magisterio católico. Sin embargo, este ofrece continuas referencias a textos de la Escritura, Tradición y del Magisterio de la Iglesia, proclamándose lo siguiente a través del Papa: «No siendo la existencia del Limbo una verdad dogmática, sí es una hipótesis teológica, y por tanto, no quita la esperanza de encontrar una solución que permita creer, como verdad definitiva, la salvación de los niños que mueren sin haber sido bautizados», indicándose con ello esencialmente que el destino de las almas de cualquier persona que no haya recibido el sacramento del bautismo, ya sean infantes o adultos que no hubiesen cometido pecado venial, queda sujeto «a la misericordia de Dios».
Cabe destacar que hay dos tipos de bautismo adicionales y con el mismo valor que el sacramental: el de deseo, siendo ya planeado por los progenitores del infante y el de sangre, si el no bautizado muere a causa de la fe (si una mujer embarazada es asesinada en misión o si alguien decide unirse a un martirio cristiano).